# Paredes de Monte

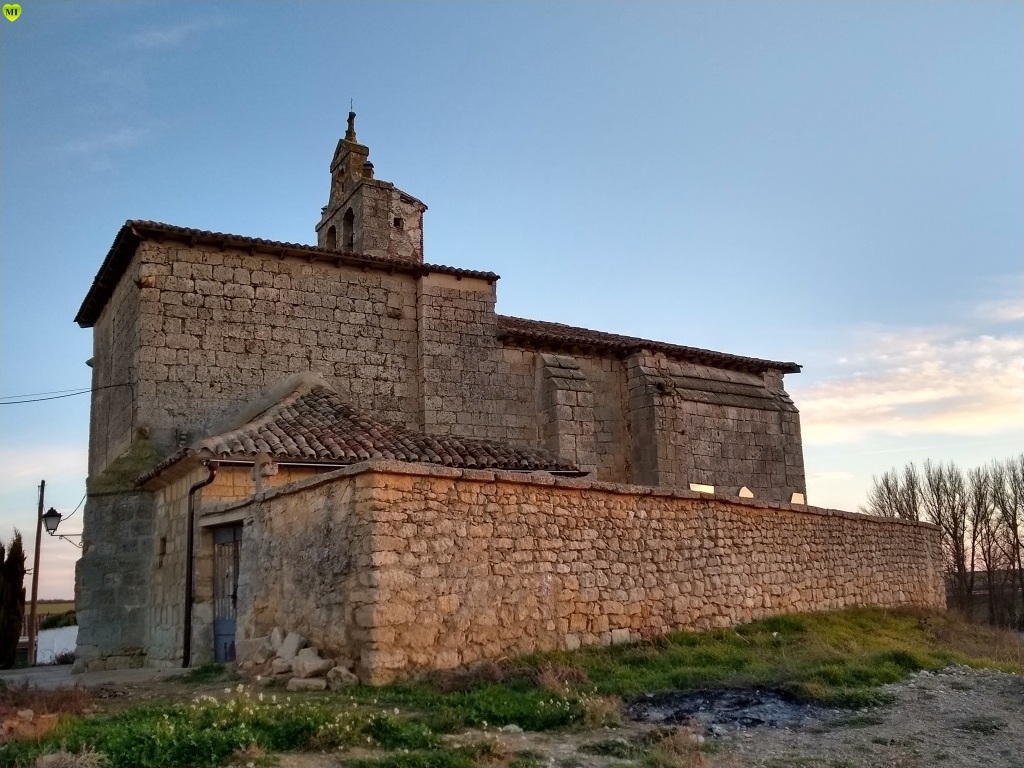

Paredes de Monte es una localidad que forma parte del término municipal de la ciudad de Palencia y pertenece a la comarca de Tierra de Campos. Situado a unos 10 kilómetros de la capital palentina por la carretera P-901.

## Demografía
Evolución de la población en el siglo XXI
| Gráfica de evolución demográfica de Paredes de Monte entre 2000 y 2020 |
|                                                                        |
| Población de derecho (2000-2020) según el padrón municipal del INE     |

## Historia

### SigloXIX
Así se describe a Paredes de Monte en la página 699 del tomo XII del Diccionario geográfico-estadístico-histórico de España y sus posesiones de Ultramar, obra impulsada por Pascual Madoz a mediados del siglo XIX:

PAREDES DEL MONTE
Arrabal con alcalde pedáneo agregado al ayuntamiento, partido judicial, provincia y diócesis de Palencia (1 1/2 leguas).
Situado al N [S] de esta ciudad, en un páramo combatido por todos los vientos, con clima frío y muy saludable.
Consta de 22 casas de mala construcción; escuela de primeras letras pagada con 28 fanegas de trigo, que dan los padres de los 20 niños que a ella concurren. Para surtido del vecindario tienen 2 pozos dentro de la población y 2 fuentes fuera. La iglesia parroquial bajo la advocación de Santiago Apóstol, es de entrada.
El término confina por N Palencia; E Dueñas; S Santa Cecilia del Alcor, y O Autilla del Pino.
Su terreno es de secano y medianamente productivo.
Los caminos son locales y en mediano estado. La correspondencia se recibe de Palencia.
Producciones: trigo, cebada, centeno, avena en corta cantidad; se cría ganado lanar y caza de liebres y perdices.
Industria: la agrícola.
Comercio: la venta del sobrante de sus productos.
Población: 22 vecinos, 100 almas.
Capital productivo e industrial: con su ayuntamiento.

## Localidades próximas
La localidad más cercana es Santa Cecilia del Alcor, también próxima se encuentra Paradilla del Alcor y a unos 10 kilómetros se encuentra la ciudad de Palencia.